# Isla Hernando
La isla Hernando es una de las islas Discovery en la costa de Columbia Británica, Canadá. La isla está situada en el mar de los Salish, entre el río Campbell y el río Powell.

## Características naturales
La superficie terrestre es de 2710 acres (11 km²) y la costa es de 21 kilómetros (13 mi). La isla posee un clima oceánico templado. La altitud máxima es de 85 metros (279 pies) y la altitud media es de 51 metros (167 pies). El 92% de la cobertura arbórea está constituida por principalmente pino y abeto.
En la década de 1890, Stag Bay era el único fondeadero seguro, una franja de arena a lo largo de la costa rocosa.

## Primeras naciones y exploradores
El territorio tradicional de la Nación Tla'amin (antes llamada Sliammon) incluye las islas costeras más pequeñas, como Hernando. En la isla se han descubierto casas subterráneas construidas con fines defensivos. Al igual que la vecina isla Cortés, la isla Hernando fue nombrada en 1792 por Cayetano Valdés y Dionisio Alcalá Galiano en honor a Hernán Cortés, el conquistador español de México. Aunque los españoles nunca se establecieron en la zona, estos nombres permanecieron.

## Explotación forestal y agricultura
Los colonos no nativos comenzaron a cultivar y talar árboles a partir de la década de 1880, pero la mayoría se había marchado a principios del siglo XX. En 1915, Michael Manson tenía extensas propiedades y la familia administraba las operaciones de Campbell River Lumber Co. en la isla. En 1912, se compró la locomotora n.º 2, una Shay, al síndico de quiebras de Lenora Mt. Sicker Railway (LMSR), y funcionó primero en el río Campbell y luego en la isla Hernando. Supuestamente, la Shay mantuvo el calibre de 3 pies (0,9 m) de ancho de vía del LMSR. El ferrocarril maderero de vía estrecha transportaba troncos a través de la isla hasta el muelle de Stag Bay para arrojarlos al océano y remolcarlos hasta un aserradero. La locomotora estuvo en funcionamiento hasta 1920, pero fue destrozada y desguazada. Tras esa etapa, cuando cesó la tala de árboles, algunos miembros de la familia permanecieron como agricultores.

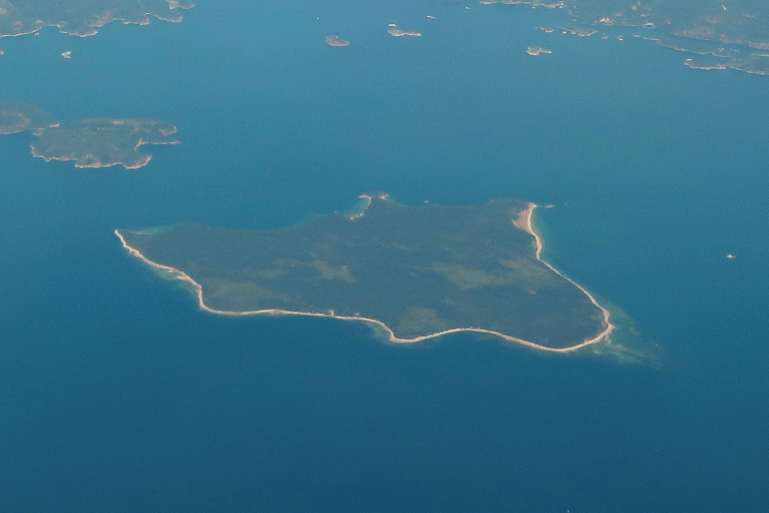
Vista hacia el noreste de la isla Hernando, 2018

## Comunidad
Entre 1893 y 1899 funcionó la oficina de correos  y estuvo abierta la escuela.
En 1962, el príncipe Guillermo de Coblenza pagó 80.000 dólares por la isla, pero la vendió a un sindicato en 1972. La empresa propietaria fue adquirida por 50 accionistas en 1975.
El título de propiedad está representado por acciones de la cooperativa. A cada una de las 52 acciones se le asigna un lote específico. La isla cuenta con un conserje residente, muelle, helipuerto, jardín comunitario y canchas de tenis y baloncesto.

## Transporte
A principios de la década de 1890, se puso en marcha un servicio semanal de barco de vapor que duró hasta aproximadamente 1910.
Durante 1895, se construyó el muelle gubernamental de 665 pies (203 m). En 1903, cuando ya no se podía reparar, se reemplazó este muelle en Stag Bay por un muelle flotante 450 pies (137 m). 
En la actualidad, Way West Water Taxis  y Discovery Launch Water Taxi proporcionan los servicios programados de verano para pasajeros y carga desde el río Campbell. CorilAir opera hidroaviones.

## Islas cercanas
Al norte se localizan la isla Cortes y las islas Ulloa. Al suroeste se encuentra la isla Mitlenatch. Al sureste se sitúa la isla Savary.